# مفصل درشت‌نی نازک‌نی زبرین
مفصل درشت‌نئی‌نازک‌نئی زبرین (به انگلیسی: Superior Tibiofibular Joint) یک مفصل لغزنده و مشترک میان کوندیل خارجی تیبیا و سر استخوان نازک‌نی است.
این مفصل میان سطوح مجاور دو استخوان که به صورت بیضی‌شکل و صاف و پوشیده‌شده از غضروف هستند جای دارد و دو استخوان توسط پوشینه مفصلی و رباط صلیبی پیشین و رباط صلیبی پسین به یکدیگر متصل می‌شوند.
هنگامی که اصطلاح مفصل درشت‌نئی‌نازک‌نئی بدون استفاده از عبارت بالا یا پایین بیان می‌شود، به معنی مفصل زبرین و بالایی است، نه به مفصل زیرین.